# Ricky Robertson
Ricky Robertson (ur. 19 września 1990) – amerykański lekkoatleta, skoczek wzwyż.
Medalista mistrzostw NCAA, mistrz USA w kategorii juniorów (2009).

## Osiągnięcia
| Rok  | Impreza                              | Miejsce        | Lokata            | Wynik |
| ---- | ------------------------------------ | -------------- | ----------------- | ----- |
| 2009 | Mistrzostwa panamerykańskie juniorów | Port-of-Spain  | 4. miejsce        | 2,10  |
| 2010 | Młodzieżowe mistrzostwa NACAC        | Miramar        | 2. miejsce        | 2,23  |
| 2016 | Halowe mistrzostwa świata            | Portland       | 12. miejsce       | 2,20  |
| 2016 | Igrzyska olimpijskie                 | Rio de Janeiro | el. – 17. miejsce | 2,26  |
| 2017 | Mistrzostwa świata                   | Londyn         | el. – 16. miejsce | 2,29  |

## Rekordy życiowe
- skok wzwyż (stadion) – 2,32 (2012)
- skok wzwyż (hala) – 2,31 (2015)